# SC Retz
Der Sportclub Retz (kurz: SC Retz) ist ein österreichischer Fußballclub aus Retz in Niederösterreich. Der 1921 gegründete Club fusionierte 1956 mit den Vereinen ATSV Retz und dem Union Retz zum heutigen SC Retz.

## Geschichte

### Vor dem Zusammenschluss
Der SC Retz wurde 1921 im gleichnamigen Ort Retz gegründet. Es gab zwei Retzer Mannschaften, den ATSV Retz, der 3 Meistertitel gewinnen konnte, und der Union Retz, der nur 1 Meistertitel gewinnen konnte. Diese beiden Vereine existierten bis zum Zusammenschluss am 31. Juli 1956. Beschlossen wurde auch der neue Vereinsname SC Retz.

### Vom 31. Juli 1956 bis heute
Der Sportclub wurde in der Saison 1962/63 Meister in der Bezirksgruppe Pulkautal. Im Jahr 1968 wurde der Sportclub abermals Meister in der 1. Klasse Nordwest. Der Verein hielt nicht lange in der höheren Liga aus, und so stieg man wieder ab, aber im Jahr 1988 gelang der erneute Aufstieg in die Unterliga Nord-Nordwest. Dadurch weiter getrieben schaffte man gleich in der übernächsten Saison den Aufstieg in die Oberliga West. Abermals wieder in 2 Jahren wurde man wieder Meister und so kam man dann in die 2. Landesliga West. Gleich in der darauffolgenden Saison schaffte man die Sensation, nämlich den direkten Aufstieg von der 2. Landesliga West in die 1. NÖN Landesliga.
18 Jahre später, in der Saison 2011/12, schaffte der Verein mit dem Aufstieg in die dritthöchste Liga Österreichs, die Regionalliga Ost, den größten Erfolg der Vereinsgeschichte.

## Erfolge
- Meister Bezirksgruppe Pulkautal 1962/63
- Meister 1. Klasse Nordwest 1967/1968 und 1987/88
- Meister Unterliga Nord-Nordwest 1989/90
- Meister Oberliga West 1992/93
- Meister 2. NÖN Landesliga West 1993/94
- Meister 1. NÖN Landesliga 2011/12, 2024/25